# Niższy Olczydajów
Niższy Olczydajów (ukr. Нижчий Ольчедаїв) – wieś na Ukrainie, w obwodzie winnickim, w rejonie mohylowskim.
W czasach Rzeczypospolitej wieś leżała w województwie podolskim. Odpadła od Polski w wyniku II rozbioru.